# Plaine de Niort Nord-Ouest
Plaine de Niort Nord-Ouest este o arie protejată (arie de protecție specială avifaunistică — SPA) din Franța întinsă pe o suprafață de 17.040 ha, integral pe uscat.

## Localizare
Centrul sitului Plaine de Niort Nord-Ouest este situat la coordonatele 46°24′27″N 0°33′26″W / 46.4075°N 0.55722°V.

## Înființare
Situl Plaine de Niort Nord-Ouest a fost declarat arie de protecție specială avifaunistică în baza directivei 79/409 din 1979 referitoare la conservarea păsărilor sălbatice pentru a proteja 25 de specii de animale.

## Biodiversitate
Situată în ecoregiunea atlantică, aria protejată nu include niciun habitat protejat.
La baza desemnării sitului se află mai multe specii protejate de  păsări (25): ciuf de câmp (Asio flammeus), pasărea ogorului (Burhinus oedicnemus), Charadrius morinellus, barză albă (Ciconia ciconia), barză neagră (Ciconia nigra), șerpar (Circaetus gallicus), erete de stuf (Circus aeruginosus), erete vânăt (Circus cyaneus), erete cenușiu (Circus pygargus), egretă albă (Egretta alba), egretă mică (Egretta garzetta), șoim de iarnă (Falco columbarius), șoim călător (Falco peregrinus), cocor (Grus grus), sfrâncioc roșiatic (Lanius collurio), ciocârlie de pădure (Lullula arborea), gușă albastră (Luscinia svecica), gaia neagră (Milvus migrans), gaia roșie (Milvus milvus), viespar (Pernis apivorus), bătăuș (Philomachus pugnax), ploier auriu (Pluvialis apricaria), spârcaci (Tetrax tetrax), fluierar de mlaștină (Tringa glareola), nagâț (Vanellus vanellus).
Pe lângă speciile protejate, pe teritoriul sitului au mai fost identificate 15 specii de păsări.